# Мезорегіон Байшу-Амазонас

Байшу-Амазонас на карті штату Пара

Байшу-Амазонас (порт. Mesorregião do Baixo Amazonas) — адміністративно-статистичний мезорегіон в Бразилії, один із шести мезорегіонів штату Пара. Населення становить 736 432 чоловік на 2010 рік. Займає площу 340 452,728 км². Густота населення — 2,16 чол./км².

## Демографія
Згідно з даними, зібраними в ході перепису 2010 р. Національним інститутом географії і статистики (IBGE), населення мезорегіону становить:
| Повне населення                              | Повне населення                              | Повне населення                              | Повне населення                              | 736 432 |
| -------------------------------------------- | -------------------------------------------- | -------------------------------------------- | -------------------------------------------- | ------- |
| в том числе:                                 | Міське населення                             | 426 999                                      | Відсоток міського населення, %               | 57,98   |
|                                              | Сільське населення                           | 309 433                                      | Відсоток сільського населення, %             | 42,02   |
|                                              | Чоловіче населення                           | 374 085                                      | Відсоток чоловічого населення, %             | 50,8    |
|                                              | Жіноче населення                             | 362 347                                      | Відсоток жіночого населення, %               | 49,2    |
| Густота населення, чол/км²                   | Густота населення, чол/км²                   | Густота населення, чол/км²                   | Густота населення, чол/км²                   | 2,16    |
| Населення мезорегіону в % до населення штату | Населення мезорегіону в % до населення штату | Населення мезорегіону в % до населення штату | Населення мезорегіону в % до населення штату | 9,71    |

## Склад мезорегіону
В мезорегіон входять наступні мікрорегіони:
1. Алмейрін
2. Сантарен
3. Обідус

| Бразилія | Це незавершена стаття з географії Бразилії. Ви можете допомогти проєкту, виправивши або дописавши її. |